# ماير بيرغر
ماير بيرغر (بالإنجليزية: Meyer Berger)‏ هو صحفي أمريكي، ولد في 1 سبتمبر 1898، وتوفي في 8 فبراير 1959 في الولايات المتحدة.